# Fodormentaolaj
A fodormentaolaj (Aetheroleum menthae crispae) a fodormenta illóolaja, amelyet a növény virágzó föld feletti részeiből vízgőzdesztillációval állítanak elő.

## Tulajdonságai
Az illóolaj színtelen, halványsárga vagy olivazöld színű, illata a mentákra jellemző, fűszeres-gyógynövényes. Az olaj legfontosabb alkotórésze a konyhakömény terméseinek ízéért is felelős karvon, ami mellett jelentősebb mennyiségben a limonén fordul elő. Az illóolaj nem toxikus, nem irritáló, nem bőrérzékenyítő és nem fototoxikus.

## Felhasználása
Az illatszer- és élelmiszeripar a fodormentaolajat termékei íz- és illatösszetevőjeként hasznosítja.

### Használata belsőleg
Az illóolaj belsőleg használva emésztésjavító készítmény.

## Használata külsőleg
- Párologtatás: csíraölő és fertőtlenítő, légfrissítő hatású
- Inhalálás: frissítő és légzéskönnyítő, légúttisztító
- Fürdő: zsíroldó, bőrtisztító hatású
- Bedörzsölés: a bőr vérkeringését fokozza, narancsbőr kezelésében ajánlott, krém formájában tisztítja a zsíros, pattanásos bőrt
- Öblögetés: tinktúra formájában szájfertőtlenítés

### Ellenjavallat
Magas vérnyomás esetén testápolóként nem alkalmazandó.